# Aluata de Guatemala
L'aluata de Guatemala (Alouatta pigra) és una espècie de primat de Meso-amèrica. Viu a la península del Yucatán (Mèxic), Guatemala i Belize. El seu hàbitat són els boscos caducifolis i les selves pluvials humides riberenques. Sovint se'l veu als boscos que envolten els jaciments arqueològics.